# Lycoriella abbrevinervis
Lycoriella abbrevinervis är en tvåvingeart som först beskrevs av Holmgren 1869.  Lycoriella abbrevinervis ingår i släktet Lycoriella och familjen sorgmyggor.
Artens utbredningsområde är Norge. Inga underarter finns listade i Catalogue of Life.